# Kingsport (Tennessee)
Kingsport è una città degli Stati Uniti d'America, nelle contee di Hawkins e Sullivan, nello Stato del Tennessee.